# Lambrugo
Lambrugo (Lambrugh in dialetto brianzolo, AFI: /lamˈbryːk/), è un comune italiano di 2 551 abitanti della provincia di Como in Lombardia.

## Geografia fisica

### Territorio
Il territorio comunale ha una caratteristica forma triangolare e confina a est coi comuni di Costa Masnaga e Nibionno, a sud con quelli di Inverigo, a ovest con quello di Lurago d'Erba, a nord con quello di Merone.
Lambrugo dista circa 30 chilometri dal capoluogo lombardo e 14 dal capoluogo di provincia, la città di Como.

### Geologia e idrografia
L'altitudine è compresa tra i 238 ed i 340 m s.l.m. con una altezza media di 290 m s.l.m. registrata presso la sede comunale. Il territorio è quindi prevalentemente collinare e contraddistinto da numerose aree boschive.
Il territorio comunale è attraversato dal corso del fiume Lambro ed è compreso nel Parco regionale della Valle del Lambro.

### Sismologia
Dal punto di vista sismico Lambrugo presenta un rischio molto basso ed è stata classificata come il comune zona 4 (bassa sismicità) dalla protezione civile nazionale.

### Clima
Il clima di Lambrugo è quello caratteristico delle pianure settentrionali italiane con inverni freddi e abbastanza rigidi ed estati che risentono di elevate temperature; la piovosità si concentra principalmente in autunno e in primavera. Il paese appartiene alla zona climatica E.
| Mese                        | Gen  | Feb  | Mar  | Apr  | Mag | Giu | Lug | Ago  | Set  | Ott | Nov | Dic | Anno  |
| --------------------------- | ---- | ---- | ---- | ---- | --- | --- | --- | ---- | ---- | --- | --- | --- | ----- |
| Temperatura max. media (°C) | 5    | 8    | 13   | 18   | 22  | 26  | 29  | 28   | 24   | 18  | 10  | 5   | 16.33 |
| Temperatura min. media (°C) | -2   | 0    | 3    | 7    | 11  | 15  | 17  | 17   | 14   | 8   | 4   | -1  | 7.75  |
| Piogge (mm)                 | 64   | 63   | 95   | 82   | 82  | 97  | 65  | 68   | 69   | 100 | 101 | 60  | 78.83 |
| Umidità relativa (%)        | 86   | 78   | 71   | 75   | 72  | 71  | 71  | 72   | 74   | 81  | 85  | 86  | 78    |
| Eliofania assoluta (ore)    | 2    | 3    | 5    | 6    | 7   | 8   | 9   | 8    | 6    | 4   | 2   | 2   | 5     |
| Venti (dir.-nodi)           | SW 4 | SW 9 | SW 9 | SW 9 | S 9 | S 9 | S 9 | SE 4 | SW 4 | S 4 | S 4 | S 4 | 6,5   |

## Origini del nome
Secondo ipotesi toponomastiche, il caratteristico nome di Lambrugo deriverebbe dalla composizione delle parole celtiche "Lamber" (Lambro) e "bruig" (borgo) nella definizione di "borgo presso il Lambro", proprio a descrivere l'originaria posizione dell'abitato.

## Storia

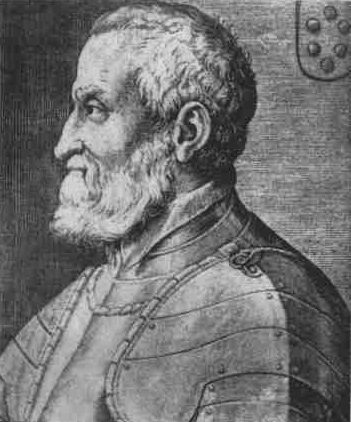
Ritratto di Gian Giacomo Medici, detto il Medeghino, celebre condottiero che nel 1527 assaltò Lambrugo nel tentativo di impadronirsi dell'area del Lario, distruggendo il prezioso archivio monacale

Le prime tracce della storia di Lambrugo risalgono al V-IV secolo a.C., all'epoca della dominazione celtica dell'area del Lambro le cui prime testimonianze sono state trovate in un'area sopraelevata rispetto all'attuale livello del fiume dal momento che questo aveva un tempo acque molto più alte.
Dopo la dominazione romana, Lambrugo iniziò un periodo di sviluppo notevole solo a partire dall'XI secolo quando qui si trasferì un ramo collaterale della nobile famiglia milanese dei Carcano che fece erigere un castello e sulla metà del secolo fece erigere un monastero benedettino di clausura, dotandolo di ampi possedimenti. Da questa divisione col tempo si originarono due distinti comuni che però vennero unificati solo nel XVIII secolo sotto l'amministrazione austriaca. Sempre dal medioevo e sino al Settecento, l'area venne inclusa nella Pieve di Incino, inclusa a sua volta nel contado civile della Martesana.
Il paese venne infeudato nel 1380 alla potente famiglia milanese dei Dal Verme che mantenne la signoria sino al 1656 quando passò dapprima alla famiglia Giussani e poi, il 5 aprile 1691 ai Crivelli, nella persona di Enea I, marchese di Agliate, ciambellano imperiale, decurione di Milano ed ambasciatore del ducato spagnolo di Milano nella Confederazione Elvetica e nei Grigioni.
Nel 1527, il borgo venne conquistato da Gian Giacomo Medici, fratello del futuro papa Pio IV e zio materno di san Carlo Borromeo, che si impadronì del castello locale e devastò il monastero eretto nell'abitato, distruggendone l'intero archivio come rappresaglia. Il suo intento, approfittando della debolezza di Francesco II Sforza e del suo governo fantoccio sul Ducato di Milano, era quello di conquistare per sé l'area del Lario.
Nel 1751 il territorio di Lambrugo si estendeva già ai cassinaggi di Momberto e Carpaneia.
La decadenza comunale ebbe inizio con la soppressione del monastero ad opera della Repubblica Cisalpina nel 1798, saccheggiato dai soldati napoleonici. I terreni vennero infatti venduti separatamente e gli stabili porzionati agli abitanti locali, contribuendo però alla diffusione dell'alte della filatura della seta. Già all'inizio dell'Ottocento nell'ex-convento sorse infatti una delle prime filande della zona; all'inizio del XX secolo sorse anche uno stabilimento di tessitura.
Un decreto di riorganizzazione amministrativa del Regno d'Italia napoleonico datato 1807 sancì l'aggregazione di Lambrugo al comune di Lurago ed uniti, decisione che fu tuttavia abrogata con la Restaurazione.
Durante la Seconda guerra mondiale il comune fu teatro di alcune operazioni di resistenza nel basso comasco, condotte dal partigiano Giancarlo Puecher Passavalli, medaglia d'oro al valor militare.
Nel 1967 al comune venne aggregata la frazione di Cadea, già parte del comune di Lurago d'Erba.

### Simboli
(Descrizione araldica dello stemma)
(Descrizione araldica del gonfalone)
Lo stemma ed il gonfalone del comune sono stati concessi con decreto del presidente della Repubblica, in data 30 ottobre 1992.

## Monumenti e luoghi d'interesse

### Architetture religiose

#### Chiesa parrocchiale di San Carlo Borromeo
La prima chiesa dedicata a san Carlo nel borgo di Lambrugo venne realizzata nel 1615 per volontà dei nobili Giussani. La dedicazione al santo arcivescovo di Milano era dovuta ad una visita pastorale che questi aveva condotto nel territorio lambrughese nel 1567 e nuovamente nel 1574. La chiesa rimase il luogo di culto principale del paese sino al 1902 quando venne creata la parrocchia di Lambrugo, indipendente dalla prepositura di Lurago d'Erba da cui per secoli aveva dipeso. Dal 1910 iniziarono quindi i lavori di costruzione di una nuova chiesa mentre la precedente venne in un primo tempo sconsacrata e poi utilizzata attualmente come salone dell'oratorio.
La nuova chiesa, di forme maestose in stile neoromanico, si staglia su un costolone montuoso contraddistinguendo il panorama stesso del comune. Realizzata nei primi del Novecento, dispone di tre navate e contiene diversi affreschi del pittore milanese Enrico Volonterio e decorazioni ad ornamenti del pittore Primo Busnelli di Meda. All'interno dell'altare maggiore si trova un bassorilievo marmoreo rappresentante la "Deposizione di Cristo" proveniente dall'antico monastero cittadino.

#### Monastero benedettino di Santa Maria
Il monastero di Lambrugo venne eretto a partire dalla metà dell'XI secolo e venne da subito sottoposto all'autorità della Pieve di Incino, composto inizialmente da un solo "casamento da nobile di quattro stanze con sotto cucina e magazzino e sopra una sala adibita a refettorio". Col tempo, per meglio servire alle esigenze della comunità monastica, venne eretta una chiesa, consacrata ufficialmente nel 1518.
Nel 1527 Gian Giacomo Medici, fratello del futuro papa Pio IV e zio materno di san Carlo Borromeo, riuscì ad impadronirsi del locale castello e devastò il monastero distruggendone l'intero archivio come rappresaglia.
Nel 1574, Carlo Borromeo, in visita pastorale a Lambrugo, propose alle suore del monastero di clausura un trasferimento a Milano, senza tuttavia ottenere successo. Durante la stessa visita, il Borromeo rifiutò una proposta - avanzata da parte del padre spirituale delle stesse suore - di elevare la chiesa del monastero al rango di parrocchiale. Dieci anni più tardi, lo stesso cardinale autorizzò una cura d'anime presso la stessa chiesa.
Col Seicento, venne imposta definitivamente la clausura sul monastero e raggiunse contemporaneamente il picco massimo del proprio splendore, sviluppandosi architettonicamente ed acquisendo ulteriori proprietà terriere. Il monastero divenne meta delle più importanti famiglie nobili della Brianza che qui trovarono modo di alloggiare e dar carriera religiosa alle loro figlie. Lo stesso cardinale Federico Borromeo visitò questo monastero almeno sette volte documentate tra il 1605 ed il 1630. Fu nel Seicento che venne eretta la torre piccionaia ancora oggi visibile che è divenuta nel tempo uno dei simboli caratteristici del borgo. Questo periodo di splendore durò però meno di un secolo dal momento che i costi proibitivi che esso riportava lo costrinsero quasi a chiudere per bancarotta se non fosse stato per l'istituzione di una delle prime scuole gratuite per il popolo nell'area che ne evitò la soppressione già sotto la dominazione degli Asburgo. La chiusura venne invece decretata nel 1798 con l'avvento della Repubblica Cisalpina che procedette ad incamerare tutti i beni dell'ormai ex struttura religiosa, vendendoli poi separatamente a privati.
Col Novecento, il monastero è tornato a rivivere in gran parte come struttura religiosa: dal 1904 trovarono ospitalità le Suore Giuseppine che qui aprirono un collegio che dal 1954 passò alle Suore Figlie di Gesù di Verona che perdurarono sino al 1967 quando ancora una volta la struttura venne smembrata. Nel 1974 l'amministrazione comunale acquisì una parte del monastero oggi adibita a municipio mentre il resto, assieme alla chiesa, permane di proprietà di privati. Della ex-chiesa, risalente al XVI secolo ma utilizzata come fienile in seguito alla sconsacrazione, restano solo il campanile e qualche volta a crociera.  .

### Architetture civili

#### Villa Puecher
Villa Puecher risale alla fine dell'Ottocento ed era la villa di famiglia dove Giancarlo Puecher Passavalli si rifugiò assieme al padre ed al resto della famiglia dopo l'inizio dei bombardamenti anglo-americani su Milano a seguito dell'armistizio dell'8 settembre. Da qui il Puecher iniziò la sua attività di partigiano nell'area di Erba che proseguì alacremente negli anni successivi. Nel secolo precedente alla villa aveva già soggiornato Luigi Puecher Passavalli, arcivescovo di Iconio e parente di Giancarlo.
Costruita in stile eclettico, unendo elementi medievali, rinascimentali e barocchi, il modello era quello delle strutture della nuova borghesia di fine secolo.
Il piccolo portico di ingresso alla villa, retto da esili pilastri in cemento decorativo, è sovrastato dal balcone belvedere in facciata e contornato da finestre ad arco.
Il giardino, all'italiana, si staglia dietro alla villa e vi si ha accesso direttamente dal salone centrale al piano inferiore.

## Società

### Evoluzione demografica

#### Demografia pre-unitaria
- 305 nel 1751[7]
- 444 nel 1771[20]
- 407 nel 1799[9]
- 392 nel 1805[9]
- 365 prima dell'annessione a Lurago nel 1809[9]
- 656 nel 1853[10]

#### Demografia post-unitaria
Abitanti censiti

### Etnie e minoranze straniere
| Principali provenienze della popolazione straniera residente (dati ISTAT al 31 dicembre 2013) |    |
| Romania                                                                                       | 27 |
| Senegal                                                                                       | 27 |
| Albania                                                                                       | 20 |
| Marocco                                                                                       | 17 |
| Tunisia                                                                                       | 10 |
| Pakistan                                                                                      | 8  |

Nel 2014 risiedevano ad Lambrugo 157 cittadini stranieri, ovvero il 6,4 % della popolazione totale.

### Lingue e dialetti
Nel Comune è relativamente diffuso il dialetto comasco, mentre è molto presente il dialetto brianzolo che differisce dal primo in più punti. Come tutti i dialetti lombardi occidentali, anche il biranzolo, è sostanzialmente una lingua romanza derivata dal latino.

### Religione
|  |  |  |  |  |
|  |  |  |  |  |

La maggioranza della popolazione è cattolica. L'immigrazione di cittadini comunitari ed extra-comunitari ha portato all'insediamento di minoranze di musulmani e ortodossi.
Nel Comune è presente una parrocchia cattolica appartenente all'arcidiocesi ambrosiana di Milano ed unita in unità pastorale con quella di Lurago d'Erba.

## Economia
Dominato per secoli dall'agricoltura, oggi sul territorio del comune di Lambrugo il tema centrale per l'economia è rappresentato dal comparto tessile di produzione perlopiù artigianale, con attività connesse di tintura dei tessuti e stampa. Sono presenti inoltre piccole industrie di minuteria metallica e di lavorazione del legno.

## Infrastrutture e trasporti

### Strade
Lambrugo è attraversata dalla ex Strada statale 342 Briantea, che collega Bergamo a Varese attraverso Como.

### Ferrovie e trasporto pubblico
Lambrugo è servita dalla fermata ferroviaria di Lambrugo-Lurago, che si trova a nord del centro abitato di Lambrugo, lungo il tratto ferroviario Milano-Asso.

## Amministrazione

### Gemellaggi
Il 6 aprile 2008 è stato suggellato un patto di reciproca amicizia tra i comuni di Lambrugo e di Rajcza, collocato al confine polacco. Il patto è stato firmato al termine del viaggio della delegazione polacca e di alcuni ragazzi che li ha portati a visitare alcune tra le più famose bellezze della provincia di Como, tra cui Bellagio.
Il patto sottolineava il reciproco sforzo dei sindaci e degli abitanti ad avere un futuro prospero e di amicizia insieme.
 []Gemellaggio

## Cultura

### Lambrock Festival
Dall'estate del 2011 l'associazione culturale Mondo Delle uoVa di Arosio (Co) organizza al campo sportivo di Lambrugo il Lambrock Festival, nel mese di giugno, dove si esibiscono band locali e di fama nazionale (Diaframma, Lactis Fever, Aim).

### Lambrugo nella letteratura
Lambrugo è citata in diverse opere letterarie: 
- Johann Gottfried Ebel, Manuel du voyageur en Suisse. Ouvrage ou l'on trouve les directions nécessaires pour recueillir tout le fruit et toutes les jouissances que peut se promettre un etranger qui parcourt ce pays, 1818
- Carlo Emilio Gadda, L'Adalgisa, 1944
- Cesare Cases, Confessioni di un ottuagenario, 2000